# Антоний (Нарожицкий)
Митрополит Антоний Нарожицкий или Нарожницкий (ум. 1748) — епископ Русской православной церкви, митрополит Тобольский и Сибирский, миссионер.

## Биография
Родом был из Малороссии, обучался в Киевской академии.
26 сентября (7 октября) 1742 года из наместников Свято-Троицкой Сергиевской лавры хиротонисан в сан митрополита Тобольского и Сибирского. В Тобольск прибыл 19 февраля (2 марта) 1743 года.
Оставил по себе в Сибири память своими неустанными заботами об образовании духовного юношества и о построении многих каменных церквей в епархии.
Тотчас по прибытии в епархию, преосвященный отдал строгое предписание, чтобы все священно-церковнослужители представили в Тобольскую славяно-латинскую школу сыновей своих, имевших от 8 до 18 лет от роду. Вместо прежнего уже устаревшего помещения славяно-русской школы, митрополит Антоний выстроил новое каменное здание для семинарии, поместив его при архиерейском доме. Затем он послал архимандрита Енисейского Спасского монастыря Димитрия Смеловского в Киев для приискания там учителей, с прибытием которых в Тобольск митрополит в 1744 году открыл семинарию под непосредственным своим наблюдением:25. Через четыре года по её основании ученики старшего класса уже говорили в церквях проповеди своего сочинения.
Преосвященный Антоний положил основание и семинарской библиотеке, пожертвовав для неё 27 томов (фолианты) библиотеки св. отцов первенствующей Церкви и древних церковных писателей на латинском языке:25, и испросив разрешение приобрести для семинарии значительное собрание книг духовного содержания, оставшихся по смерти Тобольского митрополита Антония (Стаховского). В семинарскую же библиотеку поступили книги, оставшиеся от митрополита Иоанна Максимовича.
Кроме семинарии преосвященный завёл школы в Рафаиловском, Томском Алексеевском и Енисейском монастырях и поддержал прежде основанную школу в Знаменском монастыре. Имея семинарию и низшие школы, митрополит с особенной осмотрительностью и строгостью производил в священные чины и непременно требовал от ставленников твердого знания катехизиса и устава церковного, и таким образом, вместо малограмотного духовенства, постепенно давал церквям обученных и сведущих священно-церковно-служителей.
В 1743 году разобрал бывший при Успенском кафедральном соборе придел Преподобных Антония и Феодосия Печерских и вместо его, несколько подалее от Успенского собора, построил и в 1746 году освятил особый каменный теплый собор во имя трёх святых. При этом владыке построено и в других местах епархии много каменных церквей, так что всех храмов в епархии, каменных и деревянных, при митрополите Антонии было в Тобольской епархии 347.
В 1747 году, по смерти Иркутского епископа Иннокентия Неруновича, Иркутская епархия была временно присоединена к Тобольской. В Иркутской епархии тогда считалось 76 церквей.
Вскоре по прибытии преосвященного Антония в Тобольск тогдашнее духовное епархиальное правление переименовано в духовную консисторию.
В 1743 году проехала через Тобольск Камчатская духовная миссия. Начальником её состоял архимандрит Иоасаф (Хотунцевич), с двумя иеромонахами, иеродиаконом и семью студентами. Эта миссия командирована была на семь лет и обеспечена от казны весьма значительным для того времени жалованьем, именно: начальнику миссии назначено 500 рублей в год, а прочим по 100 рублей, и сверх того — каждому хлебная дача. Миссия архимандрита имела хорошие успехи в своей просветительской деятельности: ею в продолжение семи лет (1743—1750) просвещено св. крещением 4719 душ язычников. Основано в пределах её действий много храмов, заведены школы, в которых обучалось русской грамоте, молитвам и катехизису 203 мальчика. Всех крещёных в Камчатке было тогда уже 11544 человека.
Ревностный в делах управления и просвещения своей паствы, митрополит Антоний отличался кротостью, гостеприимством и любовью к наукам.
Скончался 9 (20) октября 1748 года и погребен в Успенском кафедральном соборе, возле северной стены. Над гробницею его начертана на стене эпитафия в стихах.
В Тобольской архиерейской ризнице от митрополита Антония II сохранились: его ставленная грамота, подписанная членами Св. Синода, и серебряный золоченый посох с надписью: «Строен преосвященнейшим митрополитом Антонием Нарожницким».